# Спас Вацов
Спас Вацов (буг. Спас Вацов Киров; Пирот, 18. мај 1856 — Софија, 2. фебруар 1928) је био бугарски метеоролог, климатолог и сеизмолог и оснивач метеорологије и сеизмологије у Бугарској. Био је директор Дирекције за метеорологију од њеног оснивања 1890. до своје смрти 1928.

## Биографија
Рођен је 1856 у Пироту где је завршио основну школу. Након завршене гимназије у Загребу дипломирао је из физике и математике на Загребачком универзитету. По повратку у Бугарску био је директор школе у Лому (1881—1882) и чиновник у Министарству просвете. Године 1890. постао је шеф Централне метеоролошке станице у Софији, која је 1894. претворена у дирекцију. Дирекција се бавила сеизмичких истраживањима до 1950, када је била одвојена као независна сеизмолошка служба.
Од 1884. Спас Вацов био је члан Бугарског књижевног друштва. Између 1917—1918. био је члан Поморавског комитета.